# Steleuthera ecoprophycaea
Steleuthera ecoprophycaea is een vlokreeftensoort uit de familie van de Stegocephalidae. De wetenschappelijke naam van de soort is voor het eerst geldig gepubliceerd in 1996 door Bellan-Santini & Thurston.